# Knarrholmen

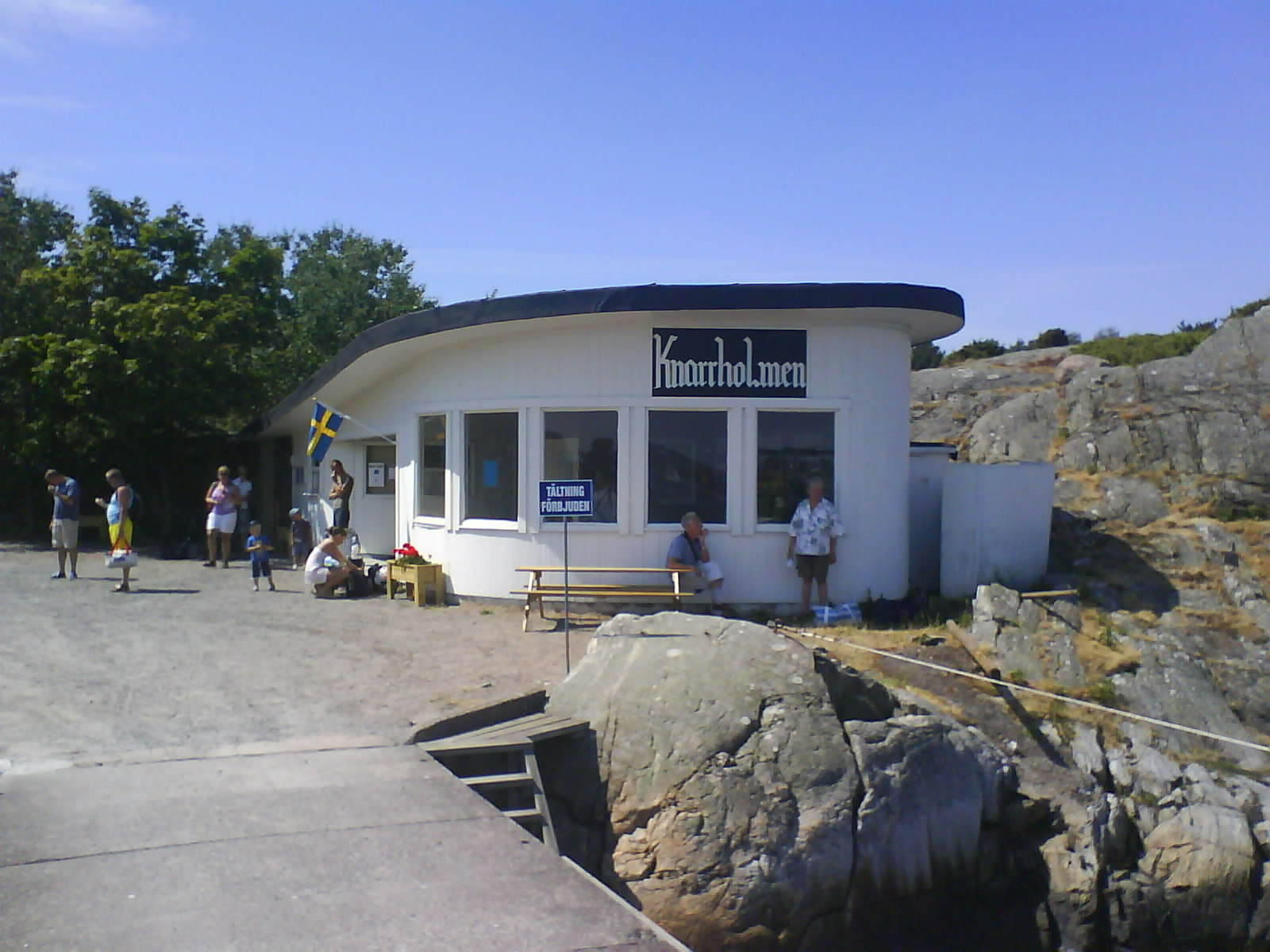
Väntkur vid Knarrholmens brygga.

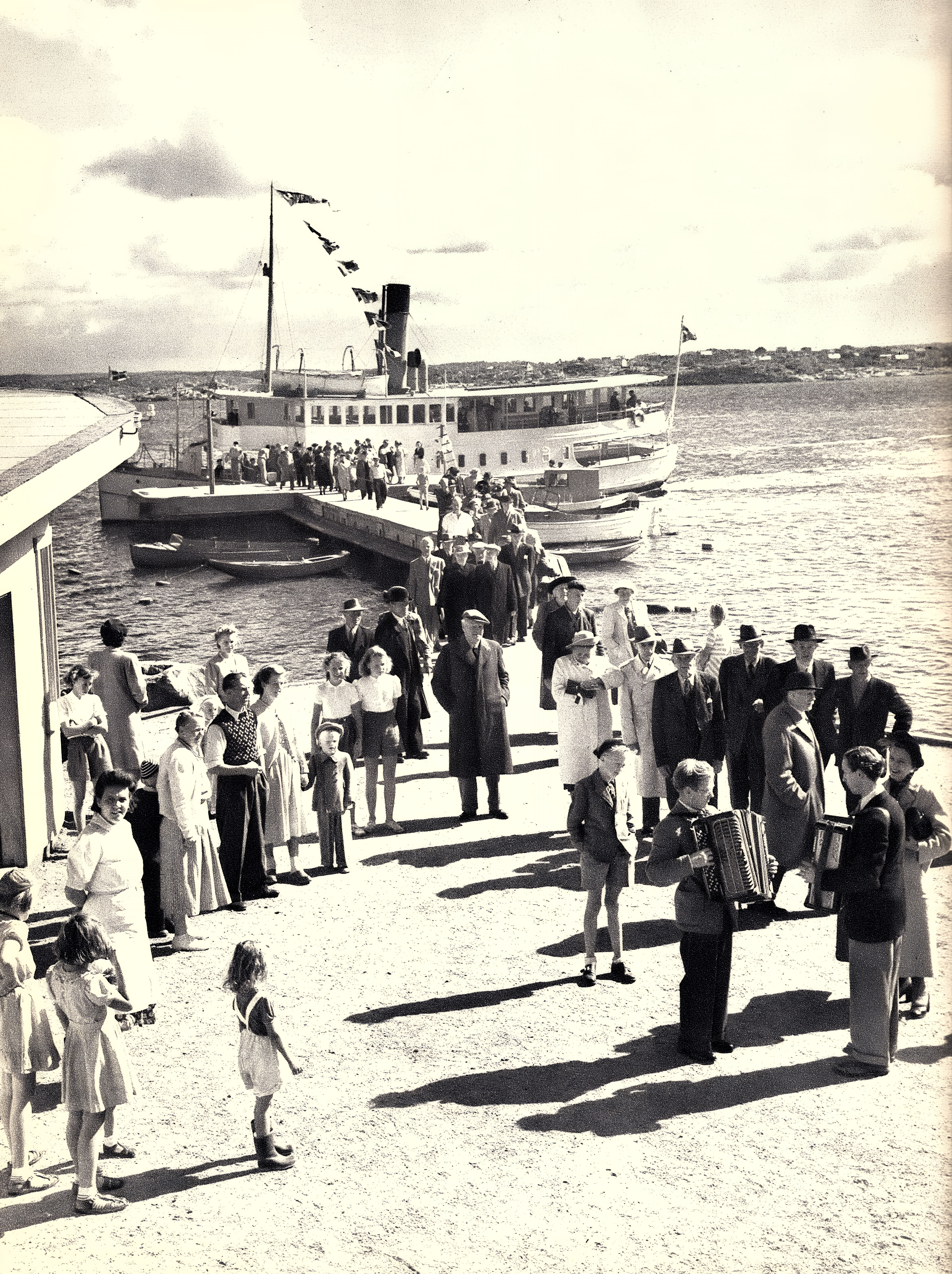
Semesterfirare omkring 1950.

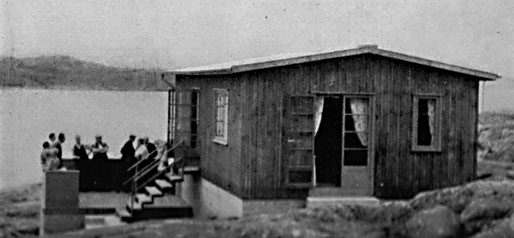
Stuga med terrass och funkistrappa, 1947

Knarrholmen, egentligen Stora Knarrholmen, är en ö i Göteborgs södra skärgård. Strax öster om Stora Knarrholmen ligger ön Lilla Knarrholmen.
Knarrholmen donerades av skeppsredaren Axel Ax:son Johnson till Götaverkens arbetare och ägdes till 2014 av IF Metall Göteborg och Handels avdelning 24. I gåvobrevet av den 3 augusti 1940 stod:
| ” | I syfte att åt Götaverkens arbetare och deras familjemedlemmar bereda möjlighet till friluftsliv och rekreation har för av mig donerade medel från Asperö bys skifteslag förvärvats ön Knarrholmen. | „ |

Efter 1945 bebyggdes ön med sommarstugor. De ägande fackföreningarna sålde år 2014 ön med 33 stugor med totalt 65 lägenheter, restaurang och lanthandel. Motivet var, att allt färre medlemmar ville hyra sommarstuga där. Knarrholmen bytte därefter ansikte från semesterby för fackmedlemmar till ett örike för dem med pengar. Då såldes 52 nybyggda hus, som kostade upp till åtta miljoner kronor styck. År 2014 sålde de ägande fackföreningarna, IF Metall och Handels avd 24, ön bland annat med stugby, affär och restaurang till byggföretaget BRA för 48,5 miljoner kronor. Köpare var byggnadsföretaget BRA Billström Riemer Andersson AB. I augusti 2014 framkom, att den nya ägaren avsåg att rusta upp stugorna och sälja dem på den öppna marknaden.
Åren 2011–2013 anordnades popmusikfestivaler på Knarrholmen.